# Kudsi Ergüner

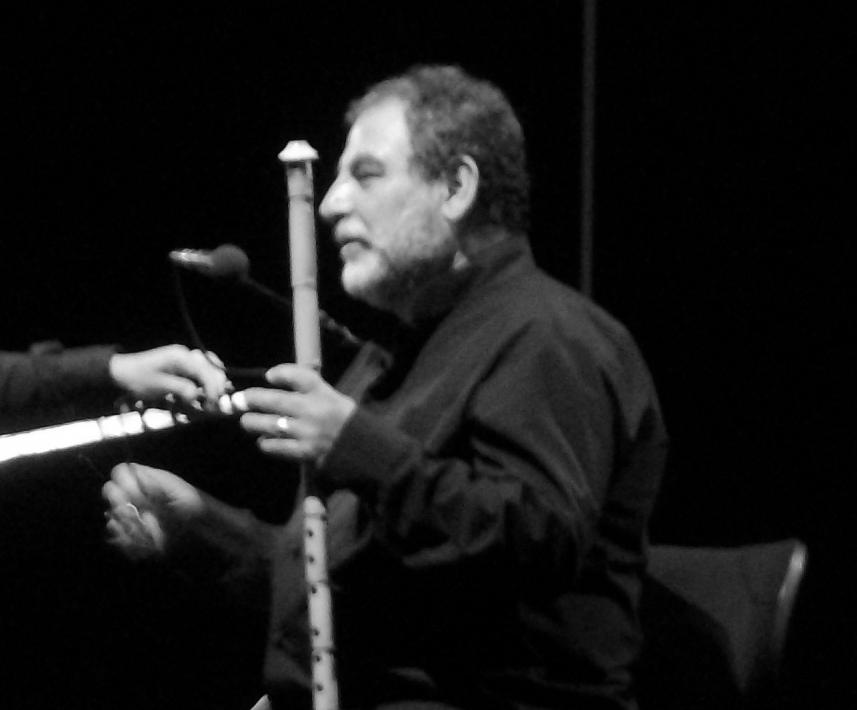
Kudsi Ergüner (2012)

Kudsi Ergüner (* 4. Februar 1952 in Diyarbakır) ist ein türkischer Nay-Spieler und Komponist.

## Werdegang

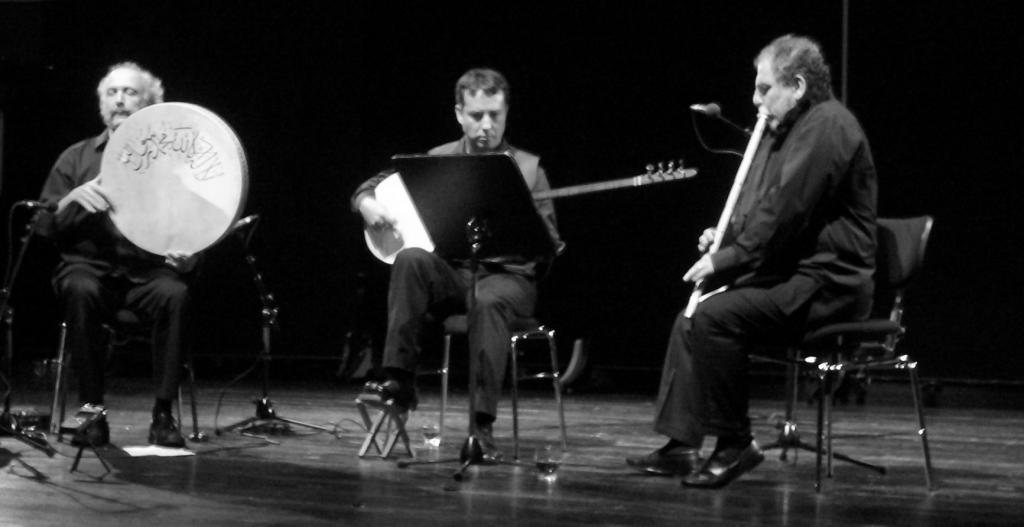
Kudsi Ergüner Ensemble (2012): Pierre Rigopoulos (Bendir), Murat Aydemir (Tanbur), Kudsi Ergüner (Nay)

Ergüner erlernte das Nayspiel bei seinem Vater Ulvi Ergüner und seinem Großvater Suleyman Ergüner, die beide bedeutende Meister auf dem Flöteninstrument waren. Er wurde von Kontakten mit dem Sufi-Orden der Mevlevi geprägt.
1969 wurde er Mitglied des Rundfunkorchester von Istanbul; 1975 ging er nach Paris, wo er Architektur und Musikwissenschaft studierte. Im Folgejahr arbeitete er bei den Dreharbeiten für Peter Brooks Film Meetings With Remarkable Men in Afghanistan mit. Später war er auch Komponist und ausführender Musiker bei Brooks Theaterstück und Film Mahabharata.
Nach einer Studienreise im Auftrag der UNESCO durch die Türkei 1980 gründete er in Paris das Institut Mevlani, an dem klassische Musik und die Lehren der Sufi gelehrt werden. 1986 und 1987 unternahm er ausgedehnte Reisen durch Afghanistan, um traditionelle Musik aufzunehmen und zu dokumentieren. Ende 1987 gab er ein Konzert mit Musik des osmanischen Hofes in der Royal Albert Hall in London. 1988 gründete er die Gruppe Fasi, aus der später das Kudsi Ergüner Ensemble hervorging.
Er arbeitete an dem 1989 erschienenen Soundtrack Passion: Music for The Last Temptation of Christ von Peter Gabriel für den Film The Last Temptation of Christ von Martin Scorsese mit und war auch auf dem ergänzenden Album Passion – Sources zu hören. 1992 spielte er auch auf dem Album Us. Kudsi Ergüner beteiligte sich 1993 mit dem Titel Suheylâ an dem von Peter Gabriel initiierten Kompilations-Album Plus from Us, bei dem sich einige an dem Gabriel-Album Us von 1992 beteiligte Musiker mit eigenen Arbeiten vorstellen konnten. Im Jahr 2000 wirkte er an dem Soundtrack OVO von Peter Gabriel für die Millennium Dome Show mit.
In den 1990er Jahren nahm er mehrere seiner bedeutendsten Alben auf und komponierte zwei Ballette: Neva mit Carolyn Carlson für das Théâtre de la Ville de Paris (1991) und Le voyage nocturne mit Maurice Béjart für das Théâtre des Champs-Élysées (1997). 1999 gründete er mit Christof Lauer, Michel Godard und Mark Nauseef das Kudsi Ergüner Sufi-Jazz Project, mit dem er Ottomania und 2001 (mit veränderter Besetzung) Islam Blues erarbeitete, weltmusikalische Projekte, die klassische osmanische Musik mit Neuer Improvisationsmusik und Jazz verbinden.

## Diskographie
- Whirling Dervishes from Turkey mit Kemal Evren, Ömer Tuğrul İnançer, Aram Kerovpyan, Muzaffer Ozak, Hafiz Kemâl Ozmutlu, Mahmoud Tabrizi-Zadeh, 1981
- Meditation on the Ney
- Turkey: Art of the Ottoman Tanbur, 1989
- Sufi Music of Turkey mit Suleyman Ergüner, Mahmoud Tabrizi-Zadeh, Bruno Caillat, 1990
- The Turkish Ney mit Salih Dede, Suleyman Ergüner, 1990
- Gazel: Classical Sufi Music of the Ottoman Empire mit Husnu Anil, Aziz Bahriyeli, Yusuf Bilgin, Mehmet Emin Bitmez, Suleyman Erguner, Hasan Esen, Fevzi Misir, Walter Quintus, Kurt Renker, 1994
- Peshrev & Semai of Tanburi Djemil Bey mit Walter Quintus, 1994
- L' Orient de l'Occident: Flamenco & Ottoman Sufi Music mit Yusuf Bilgin. Mehmet Emin Bitmez, Bruno Caillat, Pedro Soler, 1995
- Ottoman Classical Music, 1995
- The Sacred Flute of the Whirling Dervishes, 1996
- Works of Kemani Tatyos Efendi mit Husnu Anil, Mehmet Emin Bitmez, Suleyman Ergüner, Necip Gülses, Dogan Hosses, Şükrü Kabacı, Baki Kemancı, 1996
- Vocal Masterpieces of Kemani Tatyos Efendi mit Husnu Anil, Suleyman Ergüner, Necip Gülses, Dogan Hosses, Şükrü Kabacı, Baki Kemancı, 1996
- Psalms of Yunus Emre mit Yusuf Bilgin, Bruno Caillat, 1997
- Chemins mit Pierre Rigopoulos, Martin Saint-Pierre, Derya Türkan, 1997
- Music from the Arabian Nights mit Bruno Caillat, Mahmoud Tabrizi-Zadeh, 1999
- Ottomania mit Christof Lauer, Derya Türkan, Yves Rousseau, Michel Godard, Mark Nauseef, Bruno Caillat, Mehmet Emin Bitmez, Hakan Gungor, Necip Gülses, Walter Quintus, 1999
- Islam Blues, 2001 mit Bruno Caillat, Renaud Garcia-Fons, Nguyên Lê, Derya Türkan, Mark Nauseef, Yunus Balcioglu, Halil Neciboglu, Walter Quintus
- Taj Mahal mit Bruno Caillat, Sultan Khan, Fazal Qureshi, Derya Türkan, Ken Zukerman, 2001
- Gazing Point mit Markus Stockhausen, Mark Nauseef, Walter Quintus, 2003
- No Matter, mit Markus Stockhausen, Mark Nauseef, Bill Laswell, Walter Quintus, 2008